# Samantha Niblett
Pour les articles homonymes, voir Niblett.
Samantha Niblett est une femme politique britannique. Membre du Parti travailliste, elle est élue députée de la circonscription de South Derbyshire en 2024. 

## Biographie
Samantha Niblett travaille dans le secteur des technologies de l'information pendant plus de 20 ans. Avant de se consacrer à plein temps à la politique, elle est employée à partir de 2022 par la société informatique 1E,.
En 2022, elle fonde Labour Women in Tech, une campagne visant à inclure dans le programme du Parti travailliste des politiques de promotion des STIM auprès des filles et des carrières liées à la technologie auprès des femmes. L'organisation organise un événement de lancement en juillet 2023, auquel participent les représentants travaillistes Lucy Powell et Jonathan Ashworth, ainsi que l'ancienne députée Claire Ward et le futur député d'Erewash Adam Thompson.
Samantha Niblett lance sa carrière politique en se présentant sans succès aux élections de 2019 et 2023 au conseil du borough d'Erewash,. 
En août 2023, en vue des élections générales de 2024, elle est sélectionnée comme candidate du Parti travailliste pour la circonscription de South Derbyshire, qui depuis les élections générales de 2010 est représentée par la députée conservatrice Heather Wheeler. Lors des élections générales de 2024, Samantha Niblett bat Wheeler avec une avance de 4 168 voix,, devenant la première femme travailliste élue dans cette circonscription. 